# 2000年全豪オープン
2000年 全豪オープン（2000ねんぜんごうオープン、Australian Open 2000）は、オーストラリア・メルボルンにある「メルボルン・パーク・ナショナルテニスセンター」にて、2000年1月17日から30日にかけて開催された。

## シニア

### 男子シングルス
アンドレ・アガシ def.  エフゲニー・カフェルニコフ, 3-6, 6-3, 6-2, 6-4
- アガシは、5年ぶり2度目の優勝である。

### 女子シングルス
リンゼイ・ダベンポート def.  マルチナ・ヒンギス, 6-1, 7-5
- ダベンポートは、初優勝である。

### 男子ダブルス
リック・リーチ /  エリス・フェレイラ def.  アンドリュー・クラッツマン /  ウェイン・ブラック, 6-4, 3-6, 6-3, 3-6, 18-16

### 女子ダブルス
リサ・レイモンド /  レネ・スタブス def.  マルチナ・ヒンギス /  マリー・ピエルス, 6-4, 5-7, 6-4

### 混合ダブルス
ジャレッド・パーマー /  レネ・スタブス  def.  トッド・ウッドブリッジ /  アランチャ・サンチェス・ビカリオ, 7-5, 7-6

## ジュニア

### 男子シングルス
アンディ・ロディック def.  マリオ・アンチッチ, 7–6(2), 6–3

### 女子シングルス
アニコ・カプロス def.  マリア・ホセ・マルティネス・サンチェス, 6–2, 3–6, 6–2

### 男子ダブルス
ニコラ・マユ /  トミー・ロブレド def.  Tres Davis /  アンディ・ロディック, 6-2, 5-7, 11-9

### 女子ダブルス
アニコ・カプロス /  クリスティナ・ホイーラー def.  Lauren Barnikow /  Erin Burdette, 6-3, 6-4